# Trogon caligatus
El trogón enligado (Trogon caligatus) es una especie de ave de la familia de los trogones (Trogonidae). Su área de distribución geográfica incluye México, América Central y el noroeste de Sudamérica, donde habita los bosques tropicales y subtropicales.

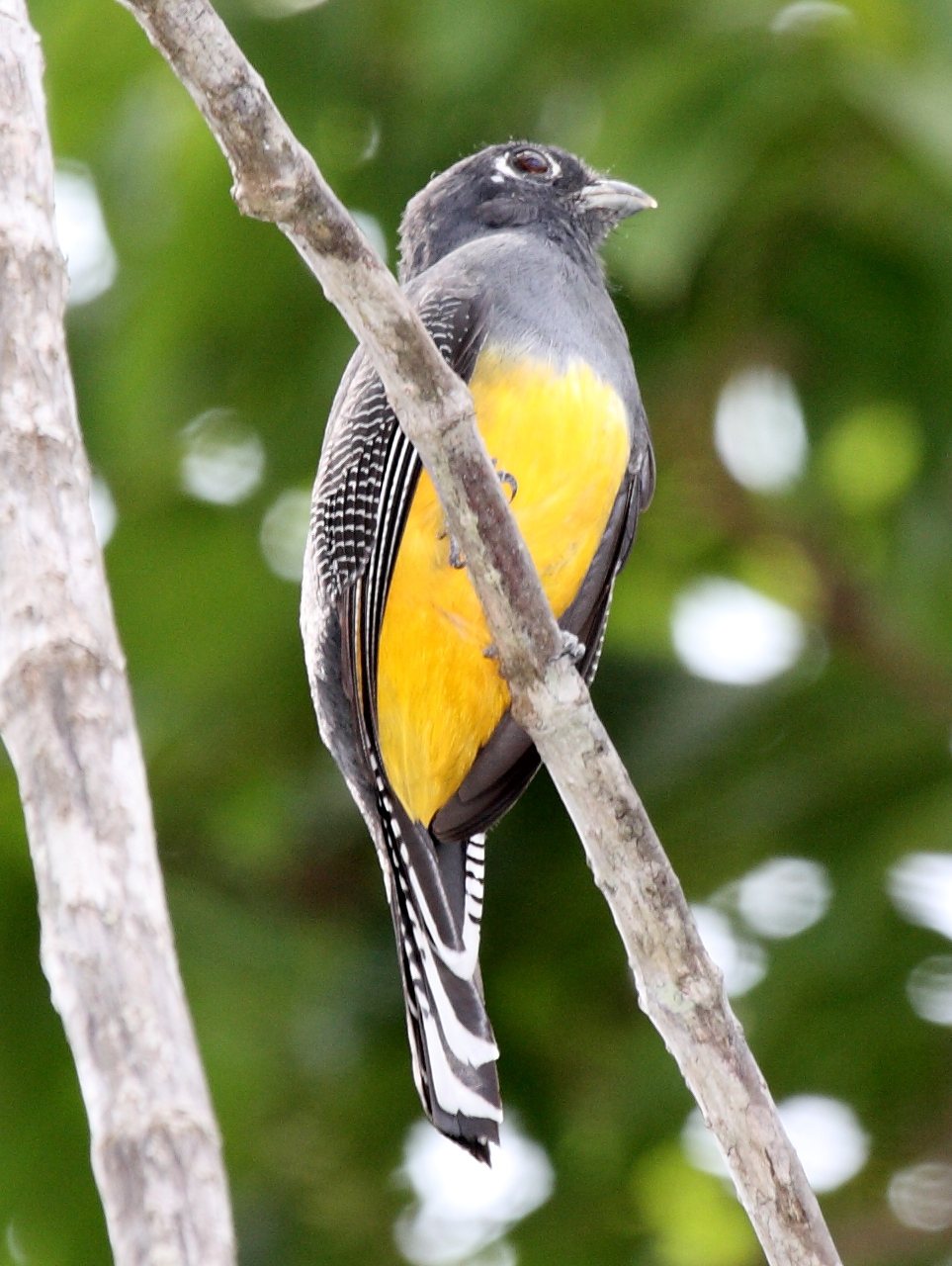
Hembra